# Ricardo Jorge Valenzuela Ríos
Ricardo Jorge Valenzuela Ríos (* 13. Dezember 1954 in Asunción, Paraguay) ist ein paraguayischer Geistlicher und römisch-katholischer Bischof von Caacupé.

## Leben
Ricardo Jorge Valenzuela Ríos empfing am 12. Dezember 1982 das Sakrament der Priesterweihe für das Erzbistum Asunción.
Am 27. November 1993 ernannte ihn Papst Johannes Paul II. zum Titularbischof von Casae Calanae und bestellte ihn zum Weihbischof in Asunción. Johannes Paul II. spendete ihm am 6. Januar 1994 die Bischofsweihe; Mitkonsekratoren waren die Kurienerzbischöfe Giovanni Battista Re, Offizial im Staatssekretariat des Heiligen Stuhls, und Josip Uhač, Sekretär der Kongregation für die Evangelisierung der Völker. Am 24. Mai 2003 ernannte ihn Johannes Paul II. zum Militärbischof von Paraguay. Papst Benedikt XVI. bestellte ihn am 25. Juni 2010 zum Bischof von Villarrica del Espíritu Santo. Die Amtseinführung erfolgte am 22. August desselben Jahres. Am 25. September 2014 bestellte ihn Papst Franziskus zudem zum Apostolischen Administrator von Ciudad del Este.
Am 29. Juni 2017 ernannte ihn Papst Franziskus zum Bischof von Caacupé.